# Від Гуляй-Поля до Нью-Йорку
«Від Гуляй-Поля до Нью-Йорку. Спогади» — автобіографічна книга українського письменника Івана Антипенка, опублікована під псевдонімом Анатоль Гак (Мартин Задека) в 1973 році в Новому Ульмі. Твір охоплює великий часовий період, який включає в себе важливі історичні події та явища: революція 1905 року, Лютнева революція і реакція на неї українських солдат, що перебували на фронтах Першої світової війни, правління Павла Скоропадського, антигетьманське повстання, правління Директорії УНР, перший прихід в та подальший відхід більшовиків з Києва, встановлення більшовицької влади в Україні, українське літературне життя в Харкові 1920-х років, репресії 1930-х років, евакуація з Харкова під час Другої світової війни, окупація Харкова Третім Рейхом, бомбардування Дрездена тощо.

## Зміст
Особливістю мемуарів Антипенка є те, що вони викладені не в чітко хронологічному порядку, а, скоріше, поділені тематично, відповідно до діячів, яких знав автор, і подій, свідком яких він був. Тим не менш, дотримуючись хронології, книга починається з тем, актуальних для дитинства та ранніх років життя Антипенка, а саме, з оповідання про козака Гниду, яке йому переказував його дід, Дмитро Остапович, 1805 року народження.

### Про Гуляйполе, революцію 1905 року та групу анархістів
Далі Антипенко розповідає про Гуляйполе — село, в якому колись оселились його прадід із прабабою, в якому народились його дід, баба та батько, а також, в якому вчився та іноді жив сам автор. Автор пише, що першими поселенцями Гуляйполя були вихідці з Гетьманщини, а потім, після знищення Запорізької Січі, до них приєдналися козаки із своїми родинами. Антипенко зазначає, що на той час, Гуляйполе було маленьким степовим селом, з хатами в два рядки. Однак, вже в часи його дитинства, в селі жило понад десять тисяч людей, а саме село було волосним центром із резиденціями станового пристава, земського начальника та мирового судді. Крім того, в Гуляйполі були два заводи сільськогосподарських машин, два парових млини, кустарні майстерні, десятки крамниць, пункти з закупки пшениці та залізнична станція.
На революцію 1905 року гуляйпільці відреагували проведенням зібрань, з'їздів та багатолюдних мітингів, — згадує Антипенко. Також згадує, що до Гуляйполя приїздили агітатори з Запоріжжя, Дніпра та Донеччини. Однак, скоро революцію в Гуляполі було подавлено силами загону донських козаків. Антипенко не знає, чи то були справжні козаки, чи перевдягненні в козацький одяг поліцаї. Однак, ці козаки жорстоко поводилися з місцевими жителями, а, особливо, із заарештованими. Антипенко пише: "Я був очевидцем, як три козаки вели вулицею сільського вчителя: два з них ішли обабіч заарештованого, тримаючи напоготові оголені шаблі, а третій, що позаду, раз-у-раз гатив того вчителя насторч прикладом у спину. Ще й вигукував: «Вот тєбє, мєрзавєц, твоя революція!»
Антипенко зазначає, що після революції 1905 року в Гуляйполі побільшало національно свідомих людей, які читали українські книжки, а деякі, навіть, передплачували єдину тоді на всю Україну щоденну газету «Рада». Серед таких людей, каже пригадує Антипенко, було кілька вчителів, кілька селян, кілька робітників місцевого заводу, та колишній волосний писар, а також, член єврейської родини Кернерів, який писав вірші українською мовою, та підписувався як Грицько Кернеренко.
Не обминає Антипенко й теми розповсюдження ідей анархізму в Гуляйполі. За його розповіддю, анархічні ідеї в село приніс колишній учень 1-ої Гуляйпільської міністерської народної школи Володимир Антоні, який після закінчення школи кудись зник, а потім знов з'явився і потоваришувавши з місцевими хлопцями, почав їм розповідати про анархізм: «За анархізму не буде ні царів, ні самих держав. Припиняться войни. Люди мирно-мирнісінько житимуть вільними громадами.» Потім в селі організувалася група анархістів, яка проводила агітацію, розкидаючи листівки по селу, нелегальну літературу їм постачав Антоні, а зброю — інший член групи, Олександр Семенюта. Згодом група почала займатись грабежами, та вбивствами чиновників, це тривало до 1911 року, аж поки поліція не ліквідувала групу. Однак, в сусідніх селах, згадує Антипенко, продовжували діяти подібні групи анархістів аж до Першої світової війни.

### Про Міхновського, Івашину, Бузька та Варавву
Із майбутніми діячами УНР Дмитром Івашиною та Миколою Міхновським автор познайомився у Болграді, куди приїхав з фронту після Лютневої революції, в травні 1917 року. Разом із Івашиною він був членом армійського комітету. Міхновський, за спогадами Антипенка, прибув в Болград для виконання якихось службових обов'язків в штабі 6-ої армії та сторонився виступати з промовами на солдатських мітингах. Однак, Міхновський погодився читати лекції з українознавства для слухачів, яких організували за допомогою Антипенка та Української Армійської Ради. За словами Антипенка, на відміну від частини офіцерства, яка панібратські спілкувалася із солдатами, Міхновський поводився дуже стримано, і його діяльність обмежувалась тим, щоб прочитати лекцію та відповісти на питання. Одного разу Міхновський організував в Болграді український ярмарок, і вважав цей ярмарок ціннішим за промови на солдатських мітингах. Однак, за спогадами Антипенка, Міхновський все ж таки виступив з однією промовою на мітингу з приводу виборів до російських установчих зборів: основною думкою промови було те, що українцям не має сенсу брати участь в російських установчих зборах, оскільки вони там все одно будуть меншістю, а краще самим «творити своє державне життя в Україні». В якісь момент Міхновський залишає Болград, і наступного разу Антипенко зустрічає його вже в Києві в грудні 1918 року. Це була їхня остання зустріч.
Із Дмитром Івашиною автор зійшовся на грунті спільних інтересів: література. Разом вони працювали в армійській газеті «Воин-гражданин», куди Івашина, будучи редактором, запросив Антипенка. Деякий час, навіть після того, як розбігся армійський комітет, а до Болграду прийшли румуни, вони продовжували видавати газету, перетворивши її на просто на міську газету. В травні 1918 року вони разом вирушили до Одеси, де спочатку пробували видавати гумористичну газету «Газета-ракета». Одного разу вони зустріли в Одесі Віктора Піснячевського, який запропонував їм працювати в новому щоденному виданні «Новая Украина». Однак, через деякий час це видання припинило існування та Івашина поїхав до Києва. Антипенко приєднався до нього лише через кілька місяців, коли наближалося повстання проти Скоропадського, а Івашина мав виїхати зі своєю редакцією до Білої Церкви, але сильно захворів та подорож прийшлося відкласти. Коли Антипенко та Івашина, вже готові були їхати до Білої Церкви, російські офіцери, до яких перейшла влада в Києві, зупинили їх на околицях та вертали назад до міста. Тоді Антипенко та Івашина вирішили прикинутись галичанами, оскільки, за домовленістю з німцями, поїзди з полоненими галичанами російські офіцери вільно пропускали на фронт. Вони здобули одяг австрійської армії, яку носили галичани, та потрапили в табір полонених галичан, чекаючи відправки поїзду. Пішовши в ліс по палива, вони зустріли жителя Бородянки, який пішки вертався з Києва, та вирішили разом із ним йти до Бородянки. У Бородянці вони дізнались, що повстанці проти Скоропадського вже йдуть до Києва, а отже їм вже не має сенсу їхати до Білої Церкви. Разом із візником вони вирушили в бік Києва та наздогнали повстанців в Сірецькому лісі. В Києві вони з Івашиною працювали в газеті «Трибуна» до лютого 1919 року, коли Київ зайняли більшовики. Потім Івашина працював у «Вістях ВЦВКу», а Антипенко — у виданні «Громада». Коли Київ зайняли польські та українські війська в 1920 році, Івашина працював в газеті «Слово». Під час другого приходу більшовиків до Києва, Івашина виїхав в еміграцію, умовляв й Антипенка поїхати з ним, але той, хотів залишитись, оскільки навчався в Київському університеті. З цього моменту їх шляхи розійшлися, але Антипенко чув, що Івашина був в Румунії.
З письменником Дмитром Бузьком Антипенко познайомився в 1918 році в Одесі, в книгарні Віталія Боровика. Від доньки Боровика, Галини, автор дізнався, що до лютневої революції Бузько перебував за кордоном, а після революції повернувся додому. Також Антипенко дізнався, що в Бузька була наречена — Галина Михайлова, дочка колишнього нотаря з Бесарабії. Бузько запросив Антипенка до літературного гуртка, де збиралися молоді люди та читали свої твори. Антипенко пише, що вони з Бузьком стали «якщо й не друзями, то, в кожному разі, добрими знайомими». Автор зустрічав Бузька на літературних вечірках, громадських зборах та редакції газети «Наше село», де автор й працював. Антипенко вважав Бузька активним українським діячем, який добре орієнтувався як в політичних, так і в культурно-національних справах. На думку автора, Бузько був гарним промовцем. Також Антипенко згадує, що Бузько був рішучою людиною, яка могла захистити себе та близьких від напасників. В якійсь момент Бузько зникає з Одеси. Антипенко дізнається, що він поїхав до Києва, де працював в міністерстві освіти. В листопаді 1918 Антипенка обрали делегатом на з'їзд Українського національного союзу від одеських українців. Така довіра до нього була викликана його позицією, що, в разі оголошення Скоропадським федерації між Україною та Росією, Український національний союз має  утворити тимчасовий уряд України, який оголосить Скоропадського поза законом. Коли Антипенко вирушав до Києва, він випадково зустрівся на вокзалі з нареченою Бузька, Галиною Михайловою. Вони разом прибули до Києва, та Бузько запросив Антипенка до себе, та розповів, що вони з Галиною мають побратись, і він звертається до Антипенка з проханням бути свідком. Після вінчання, вони втрьох відзначили весілля. Автор пише: «Дивлячись на Бузька з Галиною, я не міг в ту хвилину не заздрити їм. Гарна пара! Обоє молоді, здровоі, люблені, енергійні, стійкі патріоти своєї Батьківщини. Перед такими стелеться пряма й щаслива путь в майбутнє життя.» Потім від знайомих Антипенко дізнався, що Бузьки були в Білій Церкві, а як Директорія УНР вступила до Києва, — повернулись в Одесу. В 1924 році він почув від одного знайомого, що Бузько працює на ЧК, але не повірив. Вже перебуваючи у Харкові, в 1926 році він прочитав автобіографічний роман Бузька «Чайка», та в нього все одно залишались сумніви щодо роботи Бузька на ЧК. Через місяць, Бузько приїхав до Харкова, зустрівся з Антипенком та визнав, що працював на ЧК. Ця зустріч залишила гнітюче враження в Антипенка: «Боже! як то дуже може змінитися людина навіть за короткий час. Зовсім не той Бузько, яким я його знав. Де й поділася його молодецька постава, життєрадісний погляд очей, надхненність невгамованої душі… Ані руху на лиці, ні усміху на устах, ні вогнику в очах. А говорить якось знесилено, журно, з відчутним болем у душі», — пише Антипенко. Наприкінці 1920-х років Бузько переїхав до Харкова та одружився з акторкою. Антипенко коротко описує, що сталося з Бузьком в 1937 році — «чорний ворон» відвіз його до в'язниці НКВС.  Автор пише, що напередодні окупації Харкова Третім рейхом, дружина Бузька із маленьким сином евакуювалась за Урал і більше він нічого про них не чув.
Із письменником Олексою Вараввою Антипенко познайомився в лютому 1919 року в Києві, коли почав працювати у виданні «Громада», де Варавва був редактором. Коли влада у Києві перейшла до денікінців, «Громада» перестала існувати, і Антипенко з Вараввою вирішили їхати до Каніва, де мешкали батьки Варавви. Діставалися до Каніва вони Дніпром на човні. По дорозі їх пограбували. Побувши якийсь час в Каніві, і Варавва і Антипенко повернулись до Києва, однак, вже рідше спілкувалися, оскільки працювали і навчались в різних місцях. Потім вони зустрілись вже у Харкові, де Варавва працював у виданні «Нова громада», а згодом — у виданнях кооперативної організації «Сільський господар». Під час Другої світової війни Варавва та Антипенко залишились в окупованому Третім Рейхом Харкові. Так само як і Антипенко, Варавва був змушений емігрувати, і врешті опинився в США, де продовжував писати у виданнях «Веселка», «Свобода», «Наше життя».

### Про життя в Києві у 1919—1922 роках та Миколу Голобородька
Восени 1918 року Антипенко опинився у Києві, де застав антигетьманське повстання. Автор так згадує повстанців: «Повстанців ми наздогнали коло Сирецького лісу. Великою навалою сунули вони в напрямку Києва. Все Берестейське шосе запрудили. І яких тільки людей серед цієї повстанської маси не було: дорослі й п'ятнадцятилітні хлопчаки; в солдатських шинелях і в селянських кожухах; у чоботях і в повстянках; з ґвинтівками й з обрізами… Пойняті духом перемоги над ворогом всі вони, особливо ж молодь, шурубурили на всі лади. Співали, висвистували, а декотрі підносили догори свої ґвинтівки і, на радощах, палили із них в повітр'я.»
Далі, з невеликими перервами від продовжував жити в місті та став свідком численних змін влади. За спогадами Антипенка, новий 1919 рік починався невесело, і в людей, що зібралися в українському клубі був пригнічений настрій, оскільки на Київ йшли більшовики. Вже в лютому 1919 році більшовики були в Києві. Антипенко пише, що разом із Червоною армією до міста також прийшли продармійці, щоб вивозити продукти харчування, агітатори, щоб агітувати вступати до лав Червоної армії, та чекісти, — щоб «винищувати провідну верству українського народу.» Із приходом більшовиків самоліквідувались громадсько-політичні організації, припинили існування видання «Трибуна», «Народня воля», «Киевская мысль». Більшовики намагались змінити обличчя Києва: вони перейменовували вулиці, площі, музеї, вищі школи та наукові установи; україномовні вивіски мінялись на російськомовні; зносились старі пам'ятники (Олександру Другому та Миколі Першому), і встановлювались нові — на Софіївській площі поставили гіпсові бюсти Маркса, Енгельса, Леніна та Троцького.
Антипенко згадує, що кияни теж намагались ніби мімікрувати під більшовицьку дійсність. Він пише: «Чи то по волі, чи по неволі, але всяк силкувався підшитися під „пролетаря“. Ходили розхристані, неголені, нечесані. Курили тільки махорку, пили самогон, закушували власними язиками, бо в крамницях не було чого купити. Білолиці жінки, щоб не дай Боже не здатися комусь буржуйками, „припудрювали“ свої ніжні обличчя… сажею. Одягалися кияни того літа якнайгірше: або в щось старе, довго ношене, полиняле, або й пошите з найдешевшого краму.» На вулицях Києва військові патрулі перекривали вулиці, щоб перевіряти в людей документи. За спогадами Антипенка, майже кожен в день в газетах з'являлися списки розстріляних контрреволюціонерів. Автор пише, що в селах більшовики примусово викуповували хліб, худобу та цукор, і платили радянськими грошима, які не мали жодної купівельної вартості. Селяни стали чинити опір, і стали з'являтись повстанські загони з колишніх фронтовиків: вони винищували продармійців та чекістів, а також зупиняли вагони з сільськогосподарською продукцією, які йшли на північ, та роздавали те, що знаходилось в вагонах селянам.
В серпні 1919 року більшовики вийшли з Києва, забравши із собою худобу та сільськогосподарську продукцію. Антипенко пише: «На Хрещатику діялося в ті дні щось, здається небувале в історії цього старовинного міста. Безперестань, вдень і вночі, цією центральною вулицею Києва проходили великі косяки коней, гурти рогатої худоби, отари овець, черідки свиней, табуни гусей. Від того всього Хрещатик повнився тупотом кінських копитів, ревом худоби, меканням овець, хроканням свиней, ґелґотом гусей. Жаль було дивитися на ці істоти: гнано їх з далеких херсонських степів.» Далі Антипенко розповідає, як до Києва майже одночасно зайшли загони УНР та денікінці, і як українці радісно зустрічали УНР-івців, а росіяни — денікінців. Однак, за словами Антипенка, загони УНР здали Київ денікінцям без бою. Разом із загонами УНР Київ залишили багато представників української інтелігенції. Сам автор разом із Олексою Вараввою теж ненадовго поїхали з Києва.
Автор описує тяжкі побутові умови, в яких виживав Київ в 1919—1920 роках: «Міська електрична станція була напівзруйнована, водогін пошкоджений, усе міське господарство внівець розладнане. Населення міста не мало в своїх мешканнях ні світла, ні води, ні палива. В установах службовцям доводилося працювати в пальтах, шапках, навіть у повстянках. Таке приблизно можна було спостерігати і в університеті.» Також Антипенко згадує, що в Києві було голодно, крамниці були порожніми, оскільки селян, які їхали до міста, щоб продати свою продукцію, не пропускали «заградилівці», які стояли навколо Києва. Крім того, в Києві постійно відбувались обшуки та арешти нібито контрреволюціонерів та конфіскація їхнього майна. До того ж в місті були поширені грабежі: самого Антипенка якось пограбували (зняли з нього пальто), коли він вертався з роботи.
Наступні майже два роки Антипенко навчався в університеті, працював нічним корректором у виданні «Вісті» та винаймав житло із чотирма студентами. Коротко, майже мимохідь, Антипенко згадує прихід польських та українських військ до Києва в травні 1920 року, і пише, що довго вони в Києві не пробули, а вже наступного місяця до міста повернулись більшовики.
В лютому 1919 року Антипенко познайомився письменником-гумористом Миколою Голобородьком. Голобородько мешкав в Києві, окремо від дружини та сина. Антипенко пише, що його дружина була прокомуністичних поглядів та вороже ставилась до українців. Голобородько писав фейлетони до українських видань, а коли ті припинили існування, він давав уроки дітям в українських родинах. Саме Голобородько запропонував Антипенку підписувати фейлетони псевдонімом Антоша. Так в Антипенка з'явився псевдонім Антоша Ко. Якось Голобородько приніс Антипенку почитати п'єси Мольєра, які в подальшому надихнули Антипенка на написання власних п'єс. Його першу п'єсу «Студенти», яку він написав надихнувшись подіями його життя із студентами, поставили в Києві сама завдяки старанням Голобородька. Вже після того, як відбулась вистава за п'єсою «Студенти», Голобородько приніс Антипенку «Легенду про Тіля Уленшпігеля» Костера, і попросив його спробувати драматизувати цей твір. Вже коли Антипенко поїхав з Києва, він чув, що в рамках процесу Спілки визволення України, Голобородька заарештували. Потім Антипенко дізнався, що на якийсь час Голобородька заслали у Воронеж, через три роки він повернувся, але вже не до Києва, де йому було заборонено жити. Вже в Новому Ульмі, в таборі для переміщених осіб, Антипенко дізнався від киян, що Голобородько помер у Києві під час окупації Третім Рейхом.

### Про літературне життя Харкова 1920-х років, Пилипенка, Хвильового, «Плуг» та «ВАПЛІТЕ»
Після закритого показу вистави за п'єсою Антипенка «Людина в окулярах», п'єсу заборонили. Антипенко через це впав духом, та перебував в депресивному стані. Лікар порадив йому краще харчуватись та поїхати з Києва. Тоді його знайомий запропонував йому роботу на цукроварні в сільській місцевості. Антипенко поїхав. Там він продовжував писати, зокрема, закінчив п'єсу «Тіль Уленшпігель». Там він отримує листа, за підписом Качуровського, керівника Київської філії видавництва «Книгоспілка». В листі повідомлялось, що його запрошує до Харкова Сергій Пилипенко, голова Спілки селянських письменників «Плуг». Антипенко поїхав до Харкова, де, за наполяганням Пилипенка, й залишився. В Харкові Антипенко працював над виданням «Селянка України». В той же час отримав рецензію Івана Кулика на п'єсу «Людина в окулярах» і дозвіл на виставу п'єси в театрі ім. Заньковецької. Однак, п'єсу «Тіль Уленшпігель» цензура не пропустила.
Антипенко обурюється, що Юрій Лавріненко в його онтології «Розстріляне відродження» не приділив Сергію Пилипенку достатньої уваги. Беручись виправити цю несправедливість, Антипенко дає коротку біографічну довідку про Пилипенка. Автор пише, що Пилипенко народився в Києві в 1891 році, навчався в Київському університеті, де належав до есерівської організації, за що потрапив на заслання. Під час Першої світової війни Пилипенко перебував на фронті, де дослужився до звання штабс-капітана. Крім того, Пилипенко був редактором фронтового видання «Український голос». Демобілізувавшись, Пилипенко повернувся до Києва, де став редактором газети «Народна воля». Антипенко спростовує твердження, що нібито ще в 1918 році Пилипенко став членом КП(б)У. Він стверджує, що за часів Директорії УНР Пилипенко весь час залишався редактором есерівської газети «Народна воля», а коли в лютому 1919 року до Києва прийшли більшовики, він припинив випускати газету. І тільки після цього, за словами Антипенка, Пилипенко перейшов від українських есерів до більшовиків. За більшовиків Пилипенко працював у виданні «Вісті ВУЦВКу». В 1921 році вже в Харкові Пилипенко працює відповідальним редактором видання «Селянська правда». За наказом комуністичної партії в 1922 році Пилипенко створює Спілку селянських письменників «Плуг».
Антипенко відзначає надзвичайну працьовитість Пилипенка: він працював з дев'ятої ранку до півночі. Крім того, Антипенко згадує, що серед «плужан» в Пилипенка був високий авторитет, оскільки він ставився до них як батько, і як міг, допомагав їм з роботою та житлом. На додаток Антипенко відзначає такі риси характеру Пилипенка, як стриманість та врівноваженість.
Згадує Антипенко й літературні вечори «плужан», що відбувались у концертному залі Селянського будинку. Вхід до вечорів був вільний, і багато харків'ян приходили слухати літературні виступи «плужан». За словами автора, бувало й таке, що збиралось близько двохсот людей. Вечір відкривав Пилипенко короткою промовою, а далі «плужани» читали свої твори. Після читань твори обговорювались, і, навіть, доходило до гострих суперечок. Виступали на цих вечорах не тільки «плужани», а й члени інших письменницьких об'єднань, наприклад «Гарту», — Микола Хвильовий, Гордій Коцюба, Майк Йогансен.
В 1925 році змінилось керівництво в УСРР і був взятий курс на українізацію. На українську мову переходили школи, театри, газети та журнали. В таких умовах росла популярність «Плугу». «Плуг» почав видавати щорічний альманах та щомісячний журнал. З'явились філії «Плугу» в інших містах України. Антипенко пише, що «Плуг» задумувався як массова організація, а не як тільки творче літературне об'єднання. «Плуг» конкурував з іншою літературною організацією «Гарт». Антипенко стверджує, що в «Плуга» та «Гарту» було одне й те саме завдання: виявляти зацікавлену в літературній праці молодь серед народу. В той час коли «Плуг» мав виявляти таких людей в селянстві, «Гарт» мав робити це серед робітників.
Антипенко зазначає, що «Плуг» мав більше членів, і пояснював це тим, що робітники були більш зрусифіковані, ніж селяни, і серед них було важче знайти тих, хто міг би пристойно писати українською мовою. Крім того, в середині «Гарту» існувала опозиція на чолі з Миколою Хвильовим, який вважав, що письменники мають зосередитись на створенні якісних літературних творів, а не на пошуку талантів серед народу, що мало б бути завданням культурно-освітніх установ. Через це в Хвильового був конфлікт із головою «Гарту» — Василем Блакитним. В 1925 року Блакитний сильно занедужав, і фактично «Гарт» очолив Хвильовий, який прагнув перетворити його на чисто творчу організацію, а також почав критикувати «Плуг» за його масовість.
Якийсь час між «плужанами» та «гартованцями» продовжувалися спори на сторінках журналів щодо підходу до літератури: чи варто створювати масовий літературний продукт, або краще зосередитись не на кількості, а на якості. Дискусія часто точилась в статтях Пилипенка та Хвильового. Антипенко пише, що Пилипенко завджи об'єктивно оцінював статті Хвильового. Сам автор критично ставився до позиції Хвильового та писав: «хоч яким українським патріотизмом позначалися антимосковські гасла Миколи Хвильового, одначе в 1925 році, коли Москва почала була — нехай і лицемірно — виявляти поступливість перед домаганнями ЦК КП(б)У в національній справі, — ті гасла були невчасними. І можна тільки пожаліти, що Хвильовий, талановитий письменник і блискучий памфлетист, видно згаряча, припустився непоправної помилки. Адже гасла, кинуті ним в напрямку Москви, з часом, мимо його волі, перетворилися в безліч бумеранґів, які, повернувися на Україну, влучили не тільки в скроню самого Хвильового, а й у голови тисячів української інтеліґенції. А могла б була ця трагедія і не статися, коли б Хвильовий був стриманішою, обачнішою та далекогляднішою людиною.»
Після смерті Блакитного в 1925 році, «Гарт» перетворюється на ВАПЛІТЕ — Вільну академію пролетарської літератури, яку очолив Михайло Яловий. Згодом Хвильовий став переманювати талановитих «плужан» до ВАПЛІТЕ. Хоча Пилипенка це й засмучувало, він продовжував стояти на позиціях масовості літератури. Літературна дискусія продовжувалась в 1926 та 1927 роках. ВАПЛІТЕ зазнавала все більше критики з боку офіційної влади, і хоч, «ваплітяни» вибачились, визнаючи «ідеологічні помилки», під тиском критики комуністичної партії, організації довелось самоліквідуватись. Вже в 1932 році всі літературні організації ліквідувались відповідно до постанови ЦК КПСС та готувався грунт для створення єдиної спілки письменників. В 1933 році почались арешти письменників, художників, науковців, вчителів тощо. Серед заарештованих були Яловий та Пилипенко. Хвильовий застрелився.

### Про Вишню, Мамонтова, доноси в письменницькому середовищі, Любченка і життя в окупованому Харкові
Пишучи про Остапа Вишню, з яким він познайомився в редакції «Селянської правди», Антипенко відмічає його надзвичайну популярність. Його фейлетони з «Вістей» та «Селянської правди» передруковували інші газети. Коли фейлетони виходили окремими виданнями, в крамницях їх розкуповували за декілька днів. Антипенко так пояснює успіх фейлетонів Вишні: «Це — народність, простота викладу, лаконічність, образність та афористичність мови, фолькльорність, актуальність, деяка опозиційність до тодішньої казенної лінії (за часів НЕП це було можливим), речевість (Вишня не був прибічником „сміху для сміху“), і, нарешті, м'якість Вишниного гумору.» На з'їздах люди завжди питали, чи виступатиме Вишня, до нього в редакцію постійно приходили представники інших видань замовляти фейлетони, приходили студенти, які просили його взяти участь в їхніх літературних вечорах, та, навіть, приїжджала делегація одного села, щоб сповістити Вишню про те, що їхнє село обрало Вишню почесним членом сільради. Блакитний та Пилипенко, за словами Антипенко, з пошаною ставились до Вишні та його таланту. Хоча Вишня формально належав і до ВАПЛІТЕ, і потім до «Пролітрфронту», він тримався осторонь від літературних дискусій та прихильно ставився до представників всіх літературних організацій. Антипенко характеризує Вишню як людину м'яку та «політично байдужу». Після 1933 року, серед письменників стало бути прийнято «доносити на самих себе»: вони збирались у Літературному будинку ім. Блакитного та виявляти свої «гріхи» та «ідеологічні помилки». Хоч Вишня і не поспішав з «каяттям» врешті йому теж довелося виступити із критикою своїх творів. Однак це не допомогло, і Вишню все одно заарештували, обвинувачуючи його нібито в терористичному замаху на урядовців. Вишню було засуджено до ув'язнення на 10 років в таборах. Антипенко пише, що про життя Вишні в таборах майже нічого невідомо. Під час Другої світової війни Вишню звільняють. Як відмічає Антипенко, після цього Вишня критикує «українських буржуазних націоналістів», однак, закликає ставитись до цього з розумінням, оскільки, Вишня розумів для чого його звільнили — для ведення пропагандистської роботи під час війни.
З Яковом Мамонтовим Антипенко познайомився в 1925 році. Він згадує Мамонтова як оптимістичну, гідну, людяну й правдиву людину. Антипенко визнає його значний літературний доробок: 27 п'єс, 6 лібретто, 4 кіносценарії та біля 10 друкованих праць. Автор зазначає, що переважна більшість його п'єс була поставлена, але не в театрах республіканського значення, а в обласних театрах та робітничих і сільських клубах. Антипенко не розуміє, чому п'єси Мамонтова не потрапляли до театрів республіканського значення. Він зазначає, що деякі п'єси Мамонтова ставились в Москві та Канаді. У розмові з головним режисером Одеського театру революції, Іваном Юхименком, автор прямо поставив запитання, чому не ставлять п'єси Мамонтова, на що той йому відповів, що офіційні кола вперто замовчують Мамонтова, ймовірно тому, що Мамонтов не був членом комуністичної партії. Антипенко також відзначає й театрознавчу сторону Мамонтова: на його думку, Мамонтов був одним з найсміливіших театральних критиків.
Антипенко не оминає делікатної теми доносів в письменницькому середовищі. Період з 1933 по 1941 рік автор характеризує як час нечуваного більшовицького терору. Він зазначає, що партійний осередок мав знаходити в своєму оточенні так званих ненадійних громадян. Антипенко згадує, як до Харкова приїжджав Іван Кириленко та закликав письменників «самокритикуватися» на зборах. На одних таких зборах Леонід Юхвід влаштував Мамонтову допит з приводу його переписки із Миколою Вороним, який на той час вже був заарештований. Крім того, від Варавви Антипенко дізнався, що на нього написав донос Євген Касьяненко, в якому називав Антипенка «пилипенківцем», «куркульським письменником» та згадував заборонену цензурою п'єсу письменника — «Мобілізовані зорі». Однак, найретельнішим донощиком він називає Антона Дикого, якого врешті решт також було заарештовано. Крім того, заарештували і Касьяненка. Антипенко та Мамонтов були майже впевнені, що на них теж чекає арешт, але сталася відставка Єжова, після якої арештів поменшало.
Весною 1939 року Антипенко та Мамонтов разом перебували в будинку для відпочинку в Біликах. Антипенко згадує, що вже тоді Мамонтов був дуже хворий та важко рухався. Коли Антипенко був в компанії з іншими письменниками, до нього дійшла новина, що Радянський Союз підписав угоду із Третім Рейхом. Всі почали обговорювати, до чого це може привести, і Антипенко тоді висловив думку, що Радянській Союз захопить західну Україну, а Третій Рейх — Польщу. Антипенко переказав новину Мамонтову, і згадує, що той зрадів, оскільки сподівався, що такий розвиток подій дозволить йому дістати якісь закордонні ліки, які начебто мали його вилікувати. Події навколо договору між Радянським Союзом та Третім Рейхом розвивались так, як прогнозував Антипенко, та невдовзі західна Україна відійшла Радянському Союзу. Антипенко згадує, що до Львова направили багато радянських функціонерів, та декількох письменників, включаючи Петра Панча. Мамонтов звернувся до Панча з проханням дістати необхідні йому ліки, Панч відізвався на прохання, але ліки не допомогли, і в січні 1940 року Мамонтов помер.
Антипенко згадує, що зустрівся з Любченком, який мешкав у Києві, коли той прибув до Харкова, евакуювавшись з Києва, під яким вже були війська Третього Рейху. Вигляд, за словами Антипенка, в Любченка був нездоровий — той був виснажений шлунковою хворобою та пригнічений подіями. Однак, довгої та змістовної розмови між ними не вийшло. Після новин про падіння Києва, до Харкова стали навідуватись військові літаки Третього Рейха, а в самому місті готувались до евакуації: розбирали устаткування, вантажили його на потяги; вивозили майно та харчові продукти; палили архіви; вивозили населення. Антипенко отримав евакуаційний талон на Актюбінськ, але ставши свідком, як люди виїжджають на потягах, вирішив їхати пізніше. Тим часом Третіх Рейх вже почав бомбити Харків, що посилювало паніку: чулися вибухи, рухались військові частини, здіймались пожари. Автор зазначає, що багато руйнувань здійснювали більшовики: було підпалено Дім Проєктів та будівлю НКВД. Також Антипенко спостерігав, як підкладали динаміт під готель «Червоний». Саме після побаченого Антипенко випадково натрапив на Любченка й здивувався, оскільки вважав, що той вже евакуювався. Однак, тоді налетіли військові літаки, та вони з Любченком кинулись в різні сторони. Кілька днів потому, коли війська Третього Рейху вже були під Харковом, Антипенко став свідком примусової евакуації цивільних енкаведістами. Крім того, в місті чинилося мародерство. Через декілька днів все стихло і до міста увійшли війська Третього Рейху.
Антипенко пише, що деякі старші люди із радістю зустріли прихід Третього Рейху, це його засмучувало, але він не спішив їх засуджувати, адже вважав, що до цього призвела жорстокість радянської влади. Згодом автор став свідком й жорстокості Третього Рейху: він бачив в місті повішену людину, із надписом, що ця людина начебто вбила солдата Третього Рейху. Відмітив, що люди стали краще вдягатись: «Жінки — в хутрах, дорогих капелюхах. Чоловіки, вітаючись, підносили високо над головою свої капелюхи, манірно вклонялися, цілували дам у руку. Геть чисто так, як те робилося до революції…» Взимку 1941-42 в Харкові було холодно й голодно, крамниці зачинені, а на південному сході чулася гарматна стрільба. Автор пише, що спочатку Третіх Рейх не чіпав євреїв, але вже в грудні 1941 стали з'являтись оголошення нової влади, якими євреям наказувалось переміститись з Харкова до робітничих бараків в районі тракторного заводу. Транспорту до цих бараків не було, діставатись потрібно було пішки, і Антипенко був свідком як літні євреї падали знесилені від довгої ходи й замерзали на місці. Крім того, майже кожного дня Антипенко чув про арешти та розстріли. Також пише, що солдати стали заходити до приватних помешкань і забирати перстні, годинники, срібні ложки, а, бувало, що і грабували людей на вулицях. Грабували не тільки солдати, а й свої співгромадяни, за спогадами Антипенка, вони могли бути навіть жорстокішими: не просто грабували, а й вбивали.
Сам Антипенко разом із Любченком та Вараввою писали в газету «Нова Україна». Антипенко писав туди фейлетони, однак, в самій редакції не працював. Він пише, що йому були не відомі відносини між редакторами та новою владою. За його спогадами, газета «не скидалася на німецьку». Щодо Любченка, він зазначає, що спочатку той був дуже активний: бував і в редакції, і в міській управі, і в громадському комітеті, і за перший тиждень існування «Нової України» написав туди три статті. Згодом Любченко зник у зв'язку із загостренням його хвороби. Лікуватись Любченку довелось гіпнозом, оскільки ані ліків, ані харчів в лікарні не було. В Харкові зберігалась складна ситуація з харчами: з осені 1941 і до літа 1942 не було поставок харчів. Харків'яни ходили у села, щоб виміняти свої речі на продукти. Взимку деякі замерзали на такому шляху. Антипенко пише, що: «замерзлі трупи людей стосами лежали на кладовищах аж до початку весни, коли їх почали спалювати.» Антипенко згадує й про сімейні проблеми Любченка: Любченко казав йому, що його друга дружина Ніна, та її родина йому чужі, і що Ніна збиралась переїздити до Німеччини.Навесні 1942 року Любченко поїхав до Києва. Антипенко залишався в Харкові до лютого 1943 року, а тоді, як місто перейшло до Червоної армії, поїхав разом із редакцією «Нової України» до Полтави.Автор визнає, що хоч йому й не подобався характер Любченка, він за ним сумував, адже разом вони пережили голод та холод, і працювали в газеті. Із Любченком автор бачився ще два рази: в лютому 1943 в Києві та в 1944 році у Львові, коли Любченко був там у лікарні.

### Дрезден, відповідь Смоличу та еміграція до США
Антипенко не пояснює, як він опинився в Дрездені під час бомбардування. Розділ про Дрезден починається із жахливих картин, які він спостерігав, та почуттів, які вони в нього викликали. Він пише: «…я, живий свідок того, скажу, нелюдського погромища, втратив своє дотеперішнє відчуття страху, остороги й небезпеки. Мені вже ніщо не завдає жаху: ні вогняні язики, які скажено, з жадобою зголоднілих хижаків, вилизують нутрощі будинків; ні руйновища багатоповерхових кам'яниць; ні тисячі пообгорялих, наче пообсмалюване колоддя, людських трупів, що непорушно лежать на вулицях, майданах та в скверах запаленого вночі з повітря й нещадно розбомбленого понадпівмільйонного міста.» В Дрездені Антипенко зустрічає українців, яких було вивезено на примусові роботи до Німеччини. Кілька днів він провів з ними в підвалі монастирю, і, навіть, побував на імпровізованому весіллі, а потім пішов до нового Дрездену, де була його дружина.
Далі автор присвячує цілий розділ тому, що написав Смолич у своїх мемуарах під назвою «Розповідь про неспокій триває». Антипенко вказує на те, що Смолич нещадно атакує письменників, які опинились в еміграції, включаючи Антипенка, та викривляє факти про них. В своїх спогадах Антипенко надає відповідь на закиди Смолича. На твердження Смолича, що Антипенкові п'єси не виставлялись в театрах, автор вказує, що п'єси «Студенти» та «Людина в окулярах» виставлялись в Києвському та Дніпропетровських театрах, а п'єси «Родина Пацюків» та «Робітниця Юля» — в Одеському, Миколаївському та інших обласних театрах. Антипенко зазначає, що все це добре відоме Смоличу, оскільки той був працівником відділу мистецтв Головполітосвіти НКО, який планував репертуар усіх театрів, а також сам Смолич давав рецензії на деякі п'єси Антипенка, і, навіть, був присутній на виставі «Студентів» у літньому театрі в Харкові в 1925 році. Крім того, Антипенка обурує, що Смолич не згадує Антипенкову прозу: збірки оповідань «Паразити під мікроскопом», «Розгороджене життя», і роман «Молода напруга». Антипенко відкидає атаки Смолича на Антипенкову роботу в газеті «Нова Україна» під час окупації Харкова: він наголошує, що в жодному з фейлетонів не було пропаганди Третього Рейху, і, навіть, натяку на симпатії до нього. Він зазначає, що його фейлетони в «Новій Україні» були спрямовані не стільки проти «радянського життя», скільки проти «московського загарбництва, шахрайства та шовінізму». Врешті, Антипенко вказує на те, що Смолич написав, що Антипенко емігрував до Південної Америки, в той час коли Антипенко жив у США.
В 1946—1949 Антипенко працює в редакції «Українських вістей» в Німеччині та живе в Новому Ульмі. Згадує, що разом із ним працювали Іван Багряний, Кирило Дацько, Павло Маляр, Михайло Воскобійник, Юрій Лавріненко, Анатоль Юриняк, Петро Майсюра, Василь Кубрик, Дмитро Нитченко. В травні 1949 року на пароплаві вирушив до США.

## Сприйняття
На мемуари Антипенка відізвалася в основному діаспорянська преса. Григорій Костюк присвятив цим мемуарам статтю «В костюмі прапрадіда Адама», яка вперше була опублікована у виданні «Нові дні» в березні 1974 року, а потім увійшла у збірку критичних статей Костюка «У світі ідей і образів. Вибране.», видану в 1983 році. Костюк пише, що спогади Антипенка — це не просто переказ, а й мистецьке та часом сюжетно-новелістичне зображення побаченого та пережитого. Він відзначає, що спогади про Гуляйполе — це великою мірою нове відкриття, оскільки тут наведені нові дані про початки анархізму на півдні України, про біографію Нестора Махна, а також спростовується участь Махна у деяких терористичних актах.
Цінними Костюк вважає й спогади про Міхновського: за його словами, вони пояснюють, чому він «в добу національно-визвольної революції й відновлення української державності 1917-20 не відіграв жадної ролі.». Розділ про Івашину Костюк вважає цікавим тим, що він в живих образах змальовує проблеми, поразки й перемоги новоствореної української преси. Розділ про Бузька Костюк вважає одним із найкращих з літературного погляду. Костюк й сам додає деякі факти з життя Бузька, які були невідомі Антипенку. Костюк також підкреслює цінність розділу про Варавву — тут можна знайти опис життєвих ситуацій, невідомих з офіційної довідки про життя і творчість Варавви.
Розділ про 1919 рік у Києві, на погляд Костюка, може бути цінним для істориків та журналістів, оскільки в ньому вони знайдуть багато фактів та спостережень, відсутніх в інших джерелах. Нарис про Миколу Голобородька він називає цінним та чи не єдиним за своїм характером. Розділ про студентів, на думку Костюка, надає психологічні портрети української молоді, якій революція 1917 року відкрила шлях до навчання. Розділи про літературне життя Харкова в 1920-і роки та про Любченка, стверджує Костюк, мають вагоме значення для пізнання та розуміння тої доби. В той же час, Костюк, не дорікаючи Антипенку, зазначає, що автор подав не всі факти того періоду.
Надалі, він критикує, Антипенкове обурення тим, що Лавріненко не приділив достатню увагу Пилипенку в своїй онтології «Розстріляне відродження». Костюк пояснює, що про Пилипенка згадується лише мимохідь тому, що туди спрямували авторів за ідейно-мистецьким спрямуванням, а в тому, що писав Пилипенко таке спрямування було важко виявити. Костюк також не погоджується із твердженням, що Пилипенко створив «Плуг» за наказом комуністичної партії, а керуючись власним сумлінням. На додаток, автор критикує твердження Антипенка, що гострі антимосковські висловлювання Хвильового були невчасними. На його думку, терор 1930-х років був зумовлений складнішими політичними, економічним і, навіть, психологічними факторами. Костюк впевнений, що навіть якби не було Хвильового, все одно відбувся б терор.
Розділи про Вишню та Мамонтова Костюк знаходить найглибшими й найтеплішими. Однак зауважує, що зібравши згадки, розкидані в чисельних статтях, можна було б показати ширшу картину перебування Вишні у таборах. Також Костюк піддає сумніву твердження, що організаційно Вишня належав до ВАПЛІТЕ. Він вважає, що організаційно він зв'язався з «ваплітянами» в добу Пролітфронту, і брав активну участь у засіданнях майбутніх «пролітфронтівців». Крім того, Костюк не погоджується із характеристикою Вишні, як людини «політично байдужої» і спростування знаходить в самих спогадах Антипенко, згідно з якими Вишня був «українцем без наказу.»
Для Костюка є цінними картини з життя воєнного Харкова, — спішна евакуація та подальша окупація, а також відомості з життя Любченка. На додаток, Костюк вважає, що розділ про Смолича написаний гідно, спокійно з правдивими фактами. Костюк зазначає: «А. Гак переконливо показує, що навіть талановитий письменник, яким є Ю. Смолич, у радянських умовах змушений кривити душею, вдаватися до вигадок і неправди.». Костюк дорікає Антипенку в тому, що той не згадує того, що колись він дружньо співпрацював із Смоличем, і, крім того, останній писав про Антипенка схвальні рецензії.
Загалом, Костюк підсумовує, що мемуари Антипенка показують добу та його сучасників такими, якими вони були в реальному житті, і становлять цінний документ для історика української культури.
Яр Славутич присвятив мемуарам Антипенка статтю «Спогади Анатоля Гака», що вперше була надрукована у виданні «Українські вісті» в 1974 році, а потім увійшла до збірника «Українська література в Канаді. Вибрані дослідження, статті й рецензії», виданого в 1992 році. Славутич зазначає, що Антипенкові спогади про Гуляйполе мають велике значення для дослідників громадянської війни в Україні. Крім того, Славутич цінує мемуари за те, що в них засвідчені досі невідомі деталі літературного побуту «Плугу», «Гарту» та ВАПЛІТЕ. Крім того, на думку Славутича, Антипенко тактовно відбиває атаки на нього Смолича. Він підсумовує: мемуари є жвавим свідченням сучасника післяреволюційного відродження, літературного життя та й взагалі українського життя.
В березні 1975 року в газеті «Свобода» з'явився відгук Луки Луців на мемуари Антипенка. Луців відмічає, що Антипенко цікаво розповідає про Махна та розвінчує деякі легенди, пов'язані з ним. Далі Луців пише, що спогади Антипенка мають зацікавити кожного «хто хоче знати повну правду про те, як українці самі себе винищували, щоб приподобатися Москві, яка в кінці нищила й тих, які їй допомагали, думаючи цим зберегти своє життя.». Він порівнює спогади з сенсаційним романом, а також підтверджує деякі наведені факти — випадок із прапором в Києві в 1919 році, коли в місто майже одночасно зайшли військові загони УНР та денікінці, і зазначає, що сам був свідком тих подій, будучи в складі старшини УГА. У своїй рецензії Луців погоджується з точкою зору, що, навіть якби Хвильовий мовчав, терор все одно відбувся би, а відтак — не погоджується з позицією Антипенка. Луців підсумовує, що, хоча, можливо, якісь оцінки Антипенка не є на 100 відсотків вірними, вони є цінними, а його твір становить багатий матеріал для історії літературного руху.

## Див.також
Микола Міхновський
Дмитро Івашина
Дмитро Бузько
Олекса Варавва
Сергій Пилипенко
«Плуг»
«Гарт»
ВАПЛІТЕ
Василь Блакитний
Микола Хвильовий
Літературна дискусія 1925—1928 років
Остап Вишня
Яків Мамонтов
Аркадій Любченко